# Mario Cipollato
Mario Cipollato (Venezia, 21 dicembre 1941) è un ex calciatore italiano, di ruolo centrocampista.

## Carriera
Dopo aver giocato nelle serie minori nello Jesolo, nel 1964 andò a Palermo per il servizio militare, e venne notato per le sue doti calcistiche da Carmelo Del Noce, allenatore del Palermo.
Viene quindi ingaggiato dalla società rosanero, con cui nella stagione 1964-1965 ha segnato 4 gol in 36 presenze in Serie B; rimane poi per una seconda stagione nella squadra del capoluogo siciliano, mettendo a segno 7 reti in 33 presenze sempre nel campionato cadetto. Viene poi ceduto al Varese, sempre in Serie B, dove rimane per una sola sola stagione mettendo a segno 2 gol in 5 partite, contribuendo così alla promozione in Serie A della squadra lombarda.
In carriera ha giocato in totale 74 partite in Serie B, con 13 gol segnati.